# Peter Willemoes

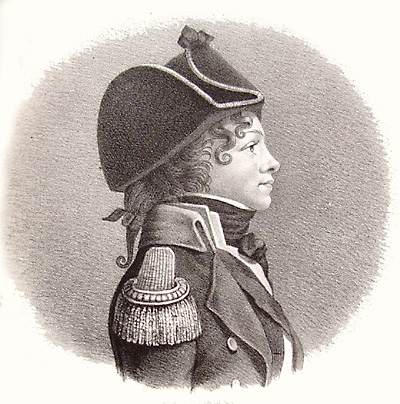
Peter Willemoes.

Peter Willemoes, född den 11 maj 1783, död den 22 mars 1808, var en dansk sjöhjälte.
Willemoes blev löjtnant 1800 och visade som chef på ett flytande batteri med 24 kanoner i striden på Köpenhamns redd den 2 april 1801 så stor tapperhet, att han vann inte bara sina landsmäns, utan också amiral Nelsons beundran samt dennes särskilda rekommendation hos kronprinsen. 
Willemoes upptog nämligen kampen både med Nelsons eget skepp och två andra engelska, och först sedan 50 av hans 127 man stupat eller blivit sårade, drog han sig tillbaka och förde sitt fartyg ur elden. 
År 1807 befordrades han till premiärlöjtnant. Han stupade på linjeskeppet Prins Kristian under Själlands Odde. Ett minnesmärke restes över honom på Oddens kyrkogård 1883.